# Grupa Polsat Plus

Logo Grupy Polsat Plus

Grupa Polsat Plus – grupa kapitałowa spółek mediowych i telekomunikacyjnych, których podmiotem nadrzędnym jest Cyfrowy Polsat. Sztandarowymi markami holdingu są Polsat Box i Plus. Do sierpnia 2021 grupę kapitałową określano nazwą jej spółki dominującej.

## Struktura
| Cyfrowy Polsat SA                                                              | n.d.   |
| Telewizja Polsat Sp. z o.o.                                                    | 100%   |
| Polsat Media Biuro Reklamy Sp. z o.o. Sp. k.                                   | 100%   |
| Polsat Media Biuro Reklamy Sp. z o.o.                                          | 100%   |
| Polsat License Ltd.                                                            | 100%   |
| Polsat Brands AG                                                               | 100%   |
| Polsat Ltd.                                                                    | 100%   |
| Info-TV-FM Sp z o.o                                                            | 100%   |
| Redefine Sp. z o.o. (właściciel serwisu Ipla)                                  | 100%   |
| CPSPV1 Sp. z o.o.                                                              | 100%   |
| CPSPV2 Sp. z o.o.                                                              | 100%   |
| Polkomtel Sp. z o.o. (właściciel sieci komórkowej Plus)                        | 100%   |
| Polkomtel Infrastruktura Sp. z o.o.                                            | 100%   |
| Nordisk Polska Sp. z o.o.                                                      | 100%   |
| Liberty Poland S.A.                                                            | 100%   |
| Polkomtel Business Development Sp. z o.o.                                      | 100%   |
| TM Rental Sp. z o.o.                                                           | 100%   |
| Orsen Holding Ltd.                                                             | 100%   |
| Orsen Ltd.                                                                     | 100%   |
| Dwa Sp. z o.o.                                                                 | 100%   |
| Interphone Service Sp. z o.o.                                                  | 100%   |
| Teleaudio Dwa Sp. z o.o. Sp.k.                                                 | 100%   |
| IB 1 FIZAN                                                                     | (1)    |
| Litenite Ltd.                                                                  | 100%   |
| Aero2 Sp. z o.o. (właściciel m.in. sieci komórkowej Aero2 i wRodzinie)         | 100%   |
| Sferia SA                                                                      | 51%    |
| AltaLog Sp. z o.o.                                                             | 66%    |
| Plus Flota Sp. z o.o.                                                          | 100%   |
| Music TV Sp. z o.o.                                                            | 100%   |
| Polo TV Sp. z o.o. (właściciel kanału Polo TV, Eska Rock TV, czy Vox Music TV) | 100%   |
| Coltex ST Sp. z o.o.                                                           | 100%   |
| Netia SA                                                                       | 97,82% |
| Internetia Sp. z o.o.                                                          | 97,82% |
| Netia 2 Sp. z o.o.                                                             | 97,82% |
| TK Telekom Sp. z o.o.                                                          | 97,82% |
| Petrotel Sp. z o.o.                                                            | 97,82% |
| Eleven Sports Sp. z o.o.                                                       | 100%   |
| Superstacja Sp. z o.o.                                                         | 100%   |
| Netshare Media Group Sp. z o.o.                                                | 100%   |
| Polsat JimJam Ltd.                                                             | 100%   |
| Polski Operator Telewizyjny Sp. z o.o.                                         | 50%    |
| TV Spektrum Sp. z o.o. (właściciel kanałów Nowa TV i Fokus TV)                 | 100%   |
| TVO Sp. z o.o.                                                                 | 45,1%  |
| Premium Mobile Sp. z o.o.                                                      | 24,47% |
| interia.pl                                                                     | 100%   |
| BCAST Sp. z o.o.                                                               | 69%    |

## Cyfrowy Polsat i Polkomtel (sieć Plus)
Od kwietnia 2012 roku została uruchomiona wzajemna sprzedaż usług i ofert specjalnych Cyfrowego Polsatu oraz Plusa, obejmująca dodatkowe korzyści dla abonentów usług obu firm. W efekcie wybrane APS-y Cyfrowego Polsatu prowadzą sprzedaż telefonicznych ofert Plus Abonament, Plus Mix i Plus dla firm, a punkty sprzedaży Plusa oferują usługi telewizyjne platformy Cyfrowy Polsat. Klienci posiadający usługi obu firm zyskują dodatkowe bonusy zarówno w Cyfrowym Polsacie, jak i w Plusie. Od listopada 2013 można też zdecydować się na zestaw trzech usług: telewizji satelitarnej, telefonu i internetu. Od lutego 2014 obydwie firmy współpracują sprzedając wspólną ofertę usług lączonych – smartDOM.
Od 8 maja 2014 roku Polkomtel jest częścią Grupy Cyfrowy Polsat.